# Biester (Fernsehserie)
Biester ist eine österreichische Fernsehserie mit Anja Pichler, Mara Romei, Fanni Schneider und Theresa Riess. Regie führten Mirjam Unger (Staffel 1 und 2), Andreas Kopriva (Folgen 6–10) und Katharina Woll (Staffel 2 und 3) nach einem Drehbuch von Uli Brée.

## Handlung
Im Mittelpunkt stehen einerseits die beiden Freundinnen Jennifer „Jenny“ Tichy und Vero Amos aus bescheidenen Verhältnissen, die von einem besseren Leben träumen. Andererseits stammen die beiden Schwestern Penelope „Nelly“ und Tiziana „Tiz“ Sund aus wohlhabendem Haus, die beiden leben ihre Träume mit dem Geld der Eltern.
Pius und Dorit Sund sind die Eltern der Geschwister. Pius hat sein Vermögen mit einem Baumarktimperium gemacht und sehnt sich gelegentlich nach einem einfacheren Leben, Dorit sieht sich als große Kunstmäzenin.
Jennifer arbeitet tagsüber in einem Nagelstudio und in der Nacht zweimal wöchentlich im Postverteilerzentrum. Nebenbei absolviert sie die Abendschule. Jennifers Eltern, Günter und Sandra Tichy, sind arbeitslos und scheinen sich mit ihrem Schicksal abgefunden zu haben. Vero hilft ihrer Mutter am Marktstand und ist für die reiche Corinna und deren Vater Siegfried Schramberg als Mädchen für alles tätig.
Tiz möchte neben ihrem Studium die Welt ein Stück weit verbessern, unter anderem kümmert sie sich um den Asylwerber Gibran. Nelly dagegen steht auf Shoppen und Party und will Spaß, eventuell mit dem Künstler Achilles Atesch, der von ihrer Mutter unterstützt wird. Bei einer von Dorits Partys eskaliert die Situation und nachdem der führerscheinlose Gibran mit Nellys Auto Günter anfährt treffen die Welten der Sunds und Tichys aufeinander.

## Produktion und Hintergrund
Die Dreharbeiten fanden vom 25. April bis zum 19. September 2022 in Wien und Umgebung statt.
Produziert wurde die Serie von der österreichischen MR Film (Produzenten Andreas Kamm und Oliver Auspitz) für den Österreichischen Rundfunk. Die Kamera führten Mario Minichmayr und Josef Anton Mittendorfer, die Montage verantworteten Benedikt Rubey, Bernhard Schmid und Bernhard Weirather. Das Szenenbild gestalteten Ina Peichl und Zora Kats.
Die Signation zur Serie wurde von Starmania 22-Kandidatin Valentina Thoms eingesungen, die Single wurde am 14. Dezember 2023 unter dem Titel Luftschloss veröffentlicht, ebenso wie der Soundtrack zur Serie. Komponiert wurde der Popsong von Thomas Pötz und Sebastian Watzinger, der Text stammt von Alice Reichmann. Bei iTunes belegte Soundtrack Anfang 2024 Platz eins der Album-Charts.
Drehbuchautor Uli Brée und die MR Film zeichneten zuvor für die Vorstadtweiber verantwortlich, bei der Mirjam Unger bei den Staffeln 4–6 Regie führte. In der Serie Biester übernahm Unger bei den Folgen 1–5 der ersten Staffel die Regie, Andreas Kopriva bei den Folgen 6–10.
Die Dreharbeiten zur zweiten Staffel begannen im März 2024 unter der Regie von Mirjam Unger und Katharina Woll. Neu zur Besetzung kamen unter anderem Anton Widauer, Doris Schretzmayer, Onur Poyraz und Safira Robens. Im März 2025 starteten unter der Regie von Katharina Woll die Dreharbeiten zur dritten Staffel. Neu zum Schauspielensemble kamen Manuel Rubey, Jutta Fastian und Julia Novohradsky.

## Veröffentlichung
Im Streaming-Portal ORF ON  wurde die erste Staffel am 1. Jänner 2024 veröffentlicht. Die ORF-Erstausstrahlung erfolgt seit dem 19. Februar 2024.
Die zweite Staffel wurde ab dem 17. März 2025 auf ORF 1 erstmals ausgestrahlt.

## Soundtrack Staffel 2
- Queen of the Venue – Faces & Mirac[13]
- I Break Free – Faces & Mirac
- Entzug von dir – Kava
- This – Faces & Mirac
- Schieben Film – Mirac
- Empty Fools – Charlot & Mirac
- Lassen wir’s passieren – Faces & Mirac
- Solo Con Te – Kava
- Defeckt – Mirac
- Diese Nacht – Valentina Thoms & Mirac
- Nostalgia – Faces & Mirac
- Lassen wir’s passieren – Faces & Kava

## Rezeption

### Kritiken
Doris Priesching schrieb auf DerStandard.at, dass Könner am Werk seien, ein enorm spielfreudiges Ensemble machten die jungen Vorstadtweiber unterhaltsam wie die alten. Der Cast sei zeitgemäß divers, etwas weniger Klischee und mehr Zwischentöne im Drehbuch hätten wie damals nicht geschadet.
Christian Ude meinte in der Kleinen Zeitung, wie Uli Brée die Schicksale der beiden Milieu-Welten ineinander verwebe sei hohe Autorenkunst mit einer herrlichen Portion trockenen Humors. Zudem mache das Zusammenspiel noch unbekannter, aber höchst bemerkenswerter Nachwuchsdarstellerinnen und TV-Stars aus Biester ein funkelndes Juwel.
Franco Schedl bewertete die Serie auf film.at mit 4,5 von 5 Sternen. Er lobte unter anderem das authentische Spiel der vier Newcomerinnen sowie den Drehbuchautor, dessen Figuren Ecken und Kanten hätten und oft anders reagierten als erwartet. Es sei ein reines Vergnügen, nachzuverfolgen, wie diese unterschiedlichen Figuren miteinander in Beziehung gesetzt werden und alle Szenen mit scheinbar zwangloser Logik ineinandergreifen.
Die Tageszeitung Kurier meinte, dass das Tempo passabel sei, etwas anbiedernd wirke die „junge“ Sprache.

### Einschaltquote
Inklusive der Vornutzung ab dem 1. Jänner 2024 erreichte die erste Folge bei Erstausstrahlung 362.000 und Folge zwei 407.000 Seher. Im linearen Fernsehen hatte Folge drei im Schnitt 325.000 Zuschauer und Folge vier durchschnittlich 292.000 Seher. Bis zur TV-Ausstrahlung verzeichneten die Folgen rund 75.000 bis 108.000 Abrufe.
Die Auftaktfolge der zweiten Staffel sahen bei Erstausstrahlung im ORF bis zu 393.000 und durchschnittlich 381.000 Personen bei einem Marktanteil von 13 Prozent. Die direkt im Anschluss gezeigten zweiten Folge erreichte 327.000 Seher bei einem Marktanteil von zwölf Prozent. Im Durchschnitt verfolgten 309.000 Personen die zehn Folgen der zweiten Staffel bei einem Marktanteil von elf Prozent.